# Проломиха
Проломи́ха — село в Инзенском районе Ульяновской области. Входит в состав Коржевского сельского поселения.

## География
Село расположено в 27 км к северу от райцентра Инзы, на реке Тала (правый приток р. Сура).

## История
Основано в 1647 году в связи со строительством Симбирско-Карсунской черты, рядом с Тальским острогом , рядом была основана Слобода, затем село Проломиха. В 1693 году жители Острога перешли жить на новое место, основав село Коноплянка.  
В 1746 году на реке Тала была устроена бумажная фабрика (в дальнейшем вокруг нее возникла деревня Тальская фабрика), основоположником которой был нижегородский мещанин Еремей Масленников. В 80-х годах фабрика перешла к тестю Масленникова Михаилу Воронцову, владевшему фабриками по изготовлению бумаги в Симбирском уезде. Михаил Воронцов передал «по законному праву» в наследство своему сыну Андрею Воронцову, а последний по купчей 1792 года передал в вечное и потомственное владение Царёвококшайскому купцу Пчелину. Купец Пчелин расширил её и во второй четверти XIX века Тальская писчебумажная фабрика) досталась его внучке, по мужу Ульяновой, которая и владела ею до 1848 года. В 1848 году её выкупил революционер-демократ, поэт и публицист Н. П. Огарёв, который с 1850—1855 гг. жил близ села. Сохранился его двухэтажный каменный дом с мезонином. Его усилиями в селе были открыты больница и школа. Здесь Николай Платонович написал многие свои произведения: поэму «Зимний путь», стихотворение «Искандеру», стихи «Заря-подруга муз», «Весною» и др. В Проломиху приходили письма из Лондона от А. И. Герцена. Здесь бывали писатель-мемуарист П. В. Анненков, композитор В. Н. Кашперов со своей женой певицей А. Н. Кашперовой-Бекетовой.  
В 1780 году при создании Симбирского наместничества «село Проломиха, при речке Тале и Белом ключе, пахотных солдат и  Талская бумажная фабрика», вошли в состав Карсунского уезда.
В 1828 году прихожанами был построен каменный храм — Михайло-Архангельская церковь с двумя престолами: главный (холодный) во имя Архистратига Божия Михаила и в приделе (тёплый) во имя священномучеников в Херсоне епископствовавших: Василия, Ефрема, Капитона, Евгения и Еферия. 
В 1847 году с целью осмотра и покупки Тальской писчебумажной фабрики сюда прибыл Н. П. Огарёв. В 1855 году она сгорела. 
В 1867 году в Проломихе открыта земская школа.
С 1918 года в селе и д. Тальской бумажной фабрике были созданы сельсоветы, которые вошли в состав Коржевской волости.
В 1927 году был создан колхоз «Новый путь», председателем которого был Сергей Азов, отец журналиста Азова Константина Сергеевича.
С 1930 года Проломиха — административный центр Проломихинского сельсовета, в который входили пос Букаево (Кр. Тукаево), с. Коноплянка, д. Краснотальская, с. Проломиха, с. Чамзинка, Лесные кордоны: № 3—17, № 4—18, № 5—17.
В советское время деревня Тальская Фабрика вошла в состав села Проломиха.  

## Население
| Года | Численность | Примечания |
| ---- | ----------- | --- |
| 1780 | 135         | Ревизских душ. Село Проломиха, при речке Тале и Белом ключе, пахотных солдат.                                                                                        |
| 1859 | 527         | Артемьев А. И. Списки населенных мѣстъ /Симбирская Губернія. — Санкт Петербургъ: изданъ Центральнымъ статистическимъ комитетомъ министерства внутреннихъ дѣлъ, 1862. |
| 1900 | 1406        | |
| 1924 | 1757        | с. Проломиха и д. Тальская Фабрика, есть школа 1-й ступ. |
| 1930 | 1649        | административный центр Проломихинского с/с, затем с. Чамзинка. |

## Хозяйство
- СПК имени Огарёва
- Лесничество

## Социальная сфера
- Дом культуры
- Библиотека
- Медицинский пункт

## Достопримечательности
- Памятник землякам, погибшим в Великой Отечественной войне[15][16].
- Природно-исторический памятник «Реликтовые леса усадьбы Н. П. Огарёва» (1976 г.); В состав входят: леса, примыкающие к  бывшей усадьбе Огарёва. Общая площадь — 244 га[17]. Дом Огарева, когда он жил в нём, посещали: декабрист Алексей Алексеевич Тучков, композитор Владимир Никитич Кашперов, поэт Николай Михайлович Сатин и другие[18].
- Родник «Фонтан»[19].